# عبد الشافي عبادة
عبد الشافي عبادة (1942 دريوط أسيوط) عالم رياضيات مصري، عضو لجنة الرياضيات في مجمع اللغة العربية بالقاهرة منذ 1996، انتخب عضوًا بالمجمع في 2014، وأصبح مقرر لجنة الرياضيات منذ 2017. ألف عددًا من الكتب المرجعية في مجاله والتي نُشرت بالعربية والإنجليزية. حاز عددًا من الأوسمة التقديرية من بينها وسام العلوم والفنون من الدرجة الأولى 2014، جائزة النيل للعلوم 2012، جائزة الدولة التقديرية في العلوم الأساسية 2005.

## وصلات خارجية
- صفحة السيرة في مجمع اللغة العربية بالقاهرة.
- الدكتور عبد الشافي عبادة .. عالم رياضيات مرموق على خطى ” مشرفة”، جمعية الرياضيات المصرية